# Flugplatz Tripoli

i7
i11
i13
Der Flugplatz Tripoli (griechisch Αεροδρόμιο Τριπόλεως Aerodromio Tripoleos, (ICAO-Code: LGTP)) ist ein griechischer Militärflugplatz in Tripoli.
Der Flugplatz wurde 1973 eröffnet und wird von den griechischen Luftwaffe betrieben. Die befestigte Start- und Landebahn mit Ausrichtung 02/20 hat eine Länge von rund 1900 Metern. Auf dem Gelände des Fliegerhorstes sind auch ein örtlicher ziviler Luftsportverein sowie ein kleines Museum der griechischen Luftwaffe beheimatet. Seit 2012 bestehen Planungen, den Fliegerhorst in Zukunft auch als zivilen Verkehrsflughafen zu nutzen.
Die Start- und Landebahn wird gelegentlich auch für Dragster-Beschleunigungsrennen genutzt.